# Gregorio López de Guevara
Gregorio López de Guevara (Valladolid, ¿1624? - Granada, 6 de septiembre de 1713) fue un compositor y maestro de capilla español.

## Vida
El musicólogo Dionisio Preciado afirma que Gregorio López de Guevara era natural de Lisboa, pero no parece tener más fundamento que la paternidad portuguesa de López para realizar esta afirmación; su segundo apellido, Guevara, sugiere que su madre pudiera haber sido vasca. Estas dudas se aclaran en las actas capitulares de la Catedral de Santo Domingo de la Calzada (La Rioja): dice expresamente que era natural de Valladolid. Las primeras noticias que se tienen de López de Guevara son de su estancia como infante del coro de la capilla de música de la Catedral de Valladolid en 1644. Las actas capitulares indican que se le entregase ropa negra para el Corpus, lo que se realizaba hacia los 20 años; esto permite deducir una fecha de nacimiento hacia 1624. No hay duda de que se trata del mismo Gregorio López de Guevara, ya que su estancia en Valladolid se confirma en las actas capitulares de la Catedral de El Burgo de Osma el 9 de septiembre de 1652, que ya lo dan como clérigo de menores.
En septiembre de 1652 Gregorio López fue examinado para el magisterio de la Catedral de El Burgo de Osma. Su examinador fue Juan Ruiz de Robledo, maestro de capilla y prior de la Colegiata de Berlanga de Duero, y fue tan positivo su examen que fue elegido el 18 de septiembre por la unanimidad del cabildo. Su padre era portugués y no se sabe si fue por ese motivo o por otro, pero el hecho es que no llegó a tomar posesión de la plaza, ni siquiera llegó a concluir las pruebas de limpieza de sangre que le hicieron en El Burgo de Osma. Así que el cabildo de Osma decidió poner nuevos edictos para ocupar el magisterio.
El 18 de octubre de 1655 fue recibido como maestro de capilla de la Catedral de Santo Domingo de la Calzada, en La Rioja, tras haber aprobado las oposiciones. Permaneció en Santo Domingo de la Calzada poco más de un año, sin que se sepa la razón o la fecha de su partida. El 25 de julio de 1657 ya era elegido maestro de capilla de la Catedral Pedro de Comas.
En 1654 quedó vacante el magisterio de la Catedral de Oviedo por el fallecimiento del maestro Juan Mirón. A la convocatoria de las oposiciones se presentaron Miguel de Irízar, «músico en Toledo»; Martín Serrano «músico en Santiago»; y Gregorio López de Guevara. El cabildo votó el cargo el 10 de junio de 1654 y de los 31 votos, 25 fueron para López, 6 para Serrano y ninguno para Irízar. Tuvo una estancia plagada de dificultades, llegando a ser expulsado por el cabildo, aunque posteriormente, tras solicitar indulgencia y disculparse, fue readmitido. El asunto acabó con un pleito contra el capítulo, que perdió y consecuentemente fue expulsado de su cargo en abril de 1673.
Consiguió un nuevo puesto en Granada. El rey había concedido al maestro Luis de Garay una ración «de merced», por lo que la ración del maestro de capilla de la Catedral de Granada quedaba libre. En consecuencia, el cabildo granadino decidió el 28 de noviembre de 1673 organizar unas oposiciones a las que presentaron Francisco García, maestro de la Capilla Real de Granada; Juan Pérez, maestro de la Catedral de Murcia; y Gregorio López. A pesar de haber tenido noticias de su pleito en Oviedo, el cabildo granadino decidió por 12 votos de 16 posibles entregar el cargo a López. El 22 de mayo del mismo año tomó posesión de la ración del magisterio.
En general, su vida en Granada fue tranquila, de modo que, en 1712, después de más de 38 años de magisterio, el Capítulo decidió jubilarlo y el 16 de noviembre de 1712 se jubiló con el sueldo completo. El 6 de septiembre de 1713, el mismo día de su fallecimiento, se reunió el Capítulo para tomar las determinaciones pertinentes.

## Obra
Fue un compositor prolífico, tanto en Oviedo como en Granada. En Granada, incluso después de su muerte, hay varios acuerdos capitulares, enviando al maestro que le sucedió ya otros músicos custodiar cuidadosamente la música del maestro López y realizar determinados detalles de ella. En el archivo de la catedral de Granada se conserva la lista de sus obras latinas que se conservaban en 1780: únicamente una misa «sin violines», nueve salmos, un magníficat, un Nunc dimittis, una salve, cuatro secuencias y dos obras de difuntos. Las demás ya habían desaparecido. Miguel Querol publicó una carta suya a Miguel Gómez Camargo, fechada en Oviedo el 28 de febrero de 1660, sobre letras de villancicos que los maestros de aquella época se intercambiaban.
- Beatus vir, Ps, 8V, ac, E:GRcr
- Dixit Dominus, Ps, 12V, ac, E:SD
- In exitu Israel de Aegypto, Ps, 8V, ac
- Letanía, 5V, ac, E:GRc
- Misa, 8V, ac
- Pasión del Viernes Santo, 4V, E:OV